# Gremio dei falegnami
Il Gremio dei Falegnami (in sassarese  Gremiu di li Masthri d'ascia o fustheri) è la corporazione che riuniva i falegnami che praticavano il loro mestiere nella città di Sassari e che si riunivano per praticare riti religiosi in comune.

## Storia

### Origini

#### La Confraternita degli Angeli
Anticamente i Falegnami era riuniti (insieme ai Muratori e ai Piccapietre) sotto la protezione della Madonna degli Angeli.
All'interno della Confraternita nacquero presto dei dissapori dati dal fatto che i muratori, ritenuti i lavoratori più prestigiosi della confraternita, sopraffacevano gli altri mestieri nella cariche di comando.
I malumori non cessarono mai, ma momenti di tregua seguivano momenti di forti tensioni, verso il XIX secolo la situazione divenne insostenibile.

#### Fondazione del gremio
Nell'800 la confraternita si divise dando origine a tre distinti gremi (dei quali solo il Gremio dei muratori aveva diritto a un candeliere).
Come già citato inizialmente al gremio non fu data la possibilità di partecipare alla Faradda perché non veniva considerato degno di parteciparvi.
Ma ben presto il declino della festa portò il comune e la curia a ricorrere a misure estreme, fra le quali l'avvicinamento dei Felegnami alla festa. Si segnala nel 1895 una rifondazione del gremio, segno evidente di una probabile estinzione qualche anno addietro.

### L'ammissione alla Faradda e gli ultimi decenni

#### L'ingresso alla Festha Manna
Dopo il ritorno dei Sarti anche i Falegnami furono ammessi alla festa non solo per la ragione già citata ma anche per la presenza certa di documenti che attestavano la loro presenza al momento del formulamento del voto (Insieme ai Muratori
Dal 1921 il Gremio partecipa alla grande processione con un Candeliere costruito dai Fratelli Clemente (Famosi mobilieri sassaresi di fama nazionale che facevano parte del gremio).
Il gremio fu inoltre uno dei fondatori dell'Intergremio (1979).

## Candeliere
Il candeliere dei Falegnami è un candeliere relativamente recente. Fu infatti costruito nel 1921. Viene restaurato poco prima della Faradda del 2013.

### Base
La base del candeliere è di colore crema che è colore predominante con bordature in  oro foglia . Vi è rappresentato lo stemma del comune di Sassari.

### Fusto
Il fusto del candeliere, è altresì crema con bordature in oro foglia. Al contrario degli altri candelieri di Sassari non vi è rappresentato uno dei patroni del gremio ma solo i simboli della maestranza non dipinti ma in rilievo. Vi ritroviamo: squadra, tenaglia, sega e martello

### Capitello
La sommità del candeliere, anch'essa crema riporta i patroni del gremio. sul lato frontale ritroviamo San Giuseppe patrono del gremio; sul retro la Sacra Famiglia compatrona, dipinti opera del pittore Mario Paglietti. Durante la Faradda è ornato con le bandierine rappresentanti gli obrieri delle precedenti edizioni della Faradda, se queste non sono bianche, sono di solito delle varianti dell'Azzurro o del Blu. il candeliere dei falegnami pesa 134  kg senza stanghe e 164  kg con stanghe.

## Bandiera
La bandiera del gremio è di colore azzurro damascato. Su un lato vi è l'immagine del patrono San Giuseppe, sull'altra quella della Sacra Famiglia compatrona del gremio.
Si nota che come gli altri due gremi della confraria degli angeli, il colore della loro bandiera è una tonalita di Azzurro, ma in passato la loro bandiera è stata anche di colore bianco.

## Festa
La festa grande del gremio si svolge il 10 e 11 maggio ed è denominata Festa del voto.
La festa minore invece si svolge il 19 marzo.

## Galleria d'immagini

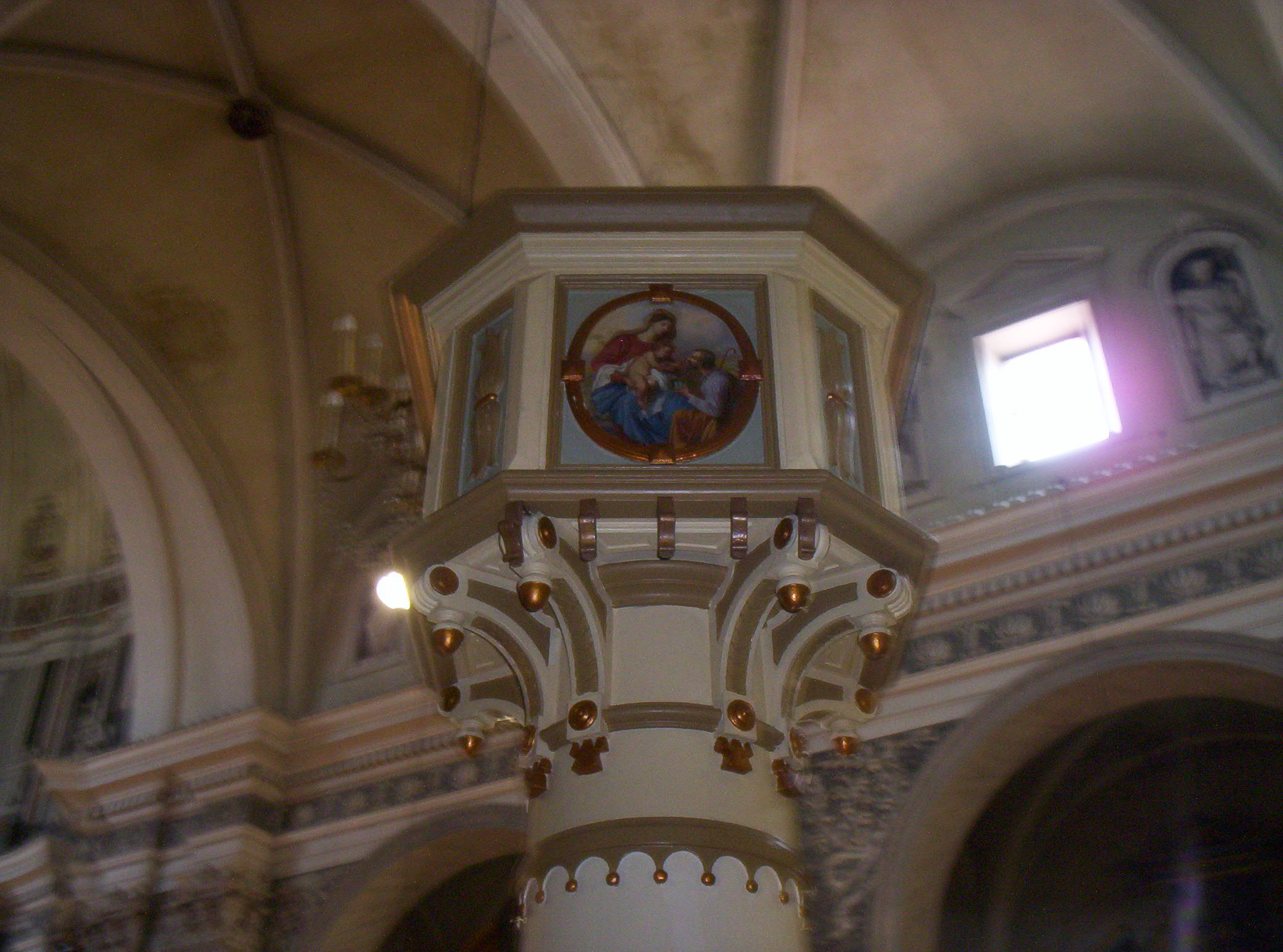
Capitello, Sacra Famiglia
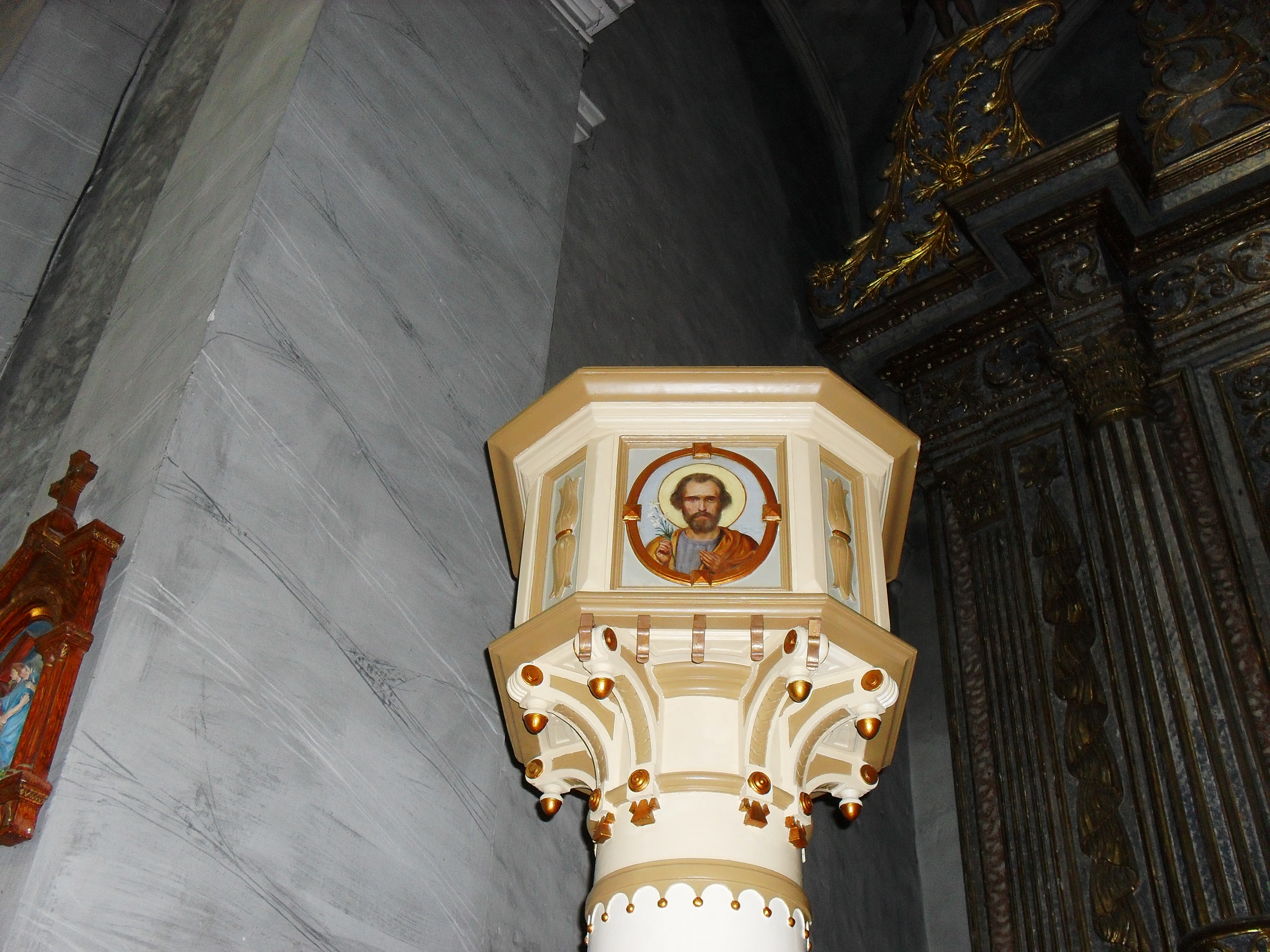
Capitello, San Giuseppe
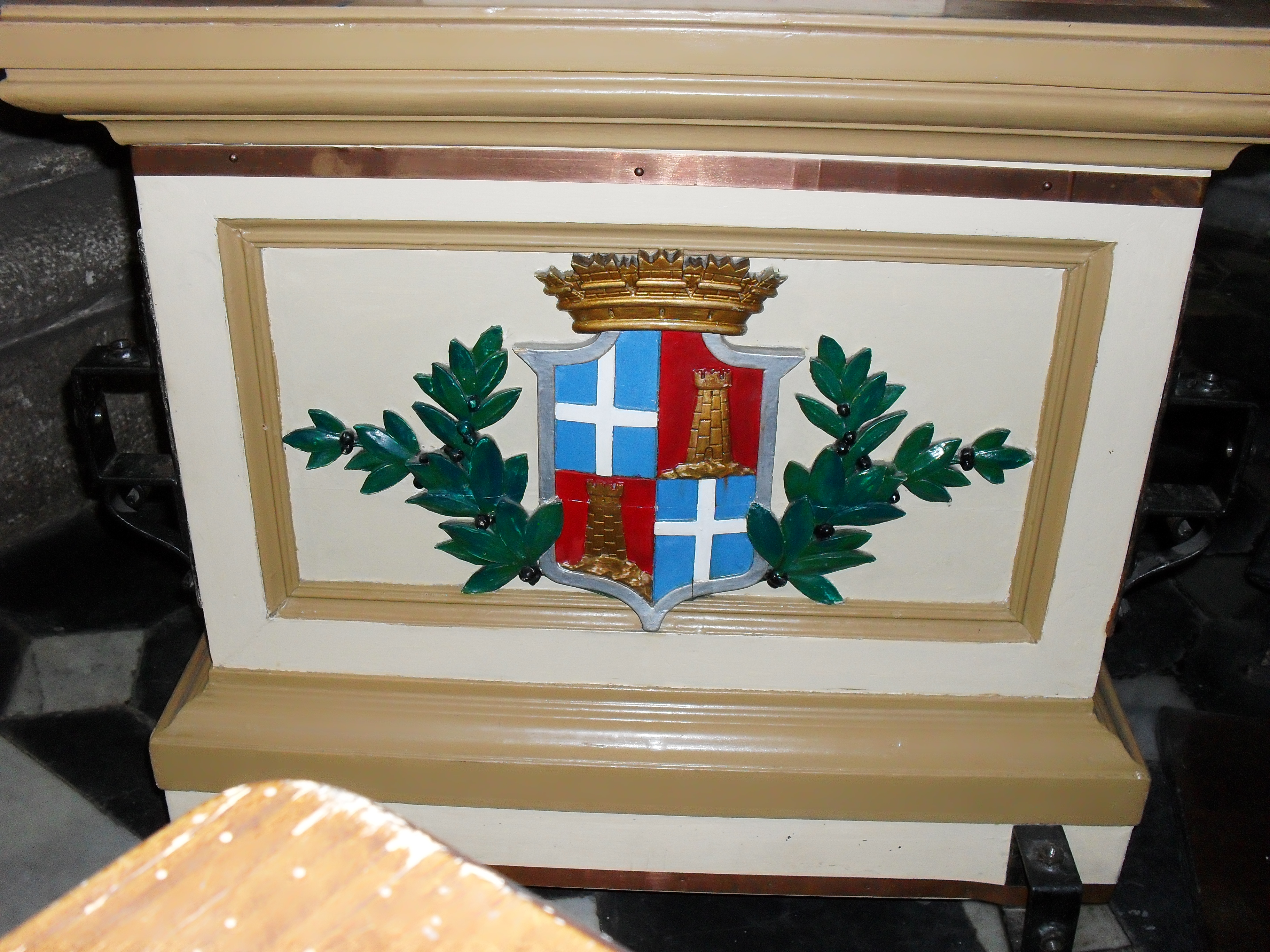
Base del Candeliere
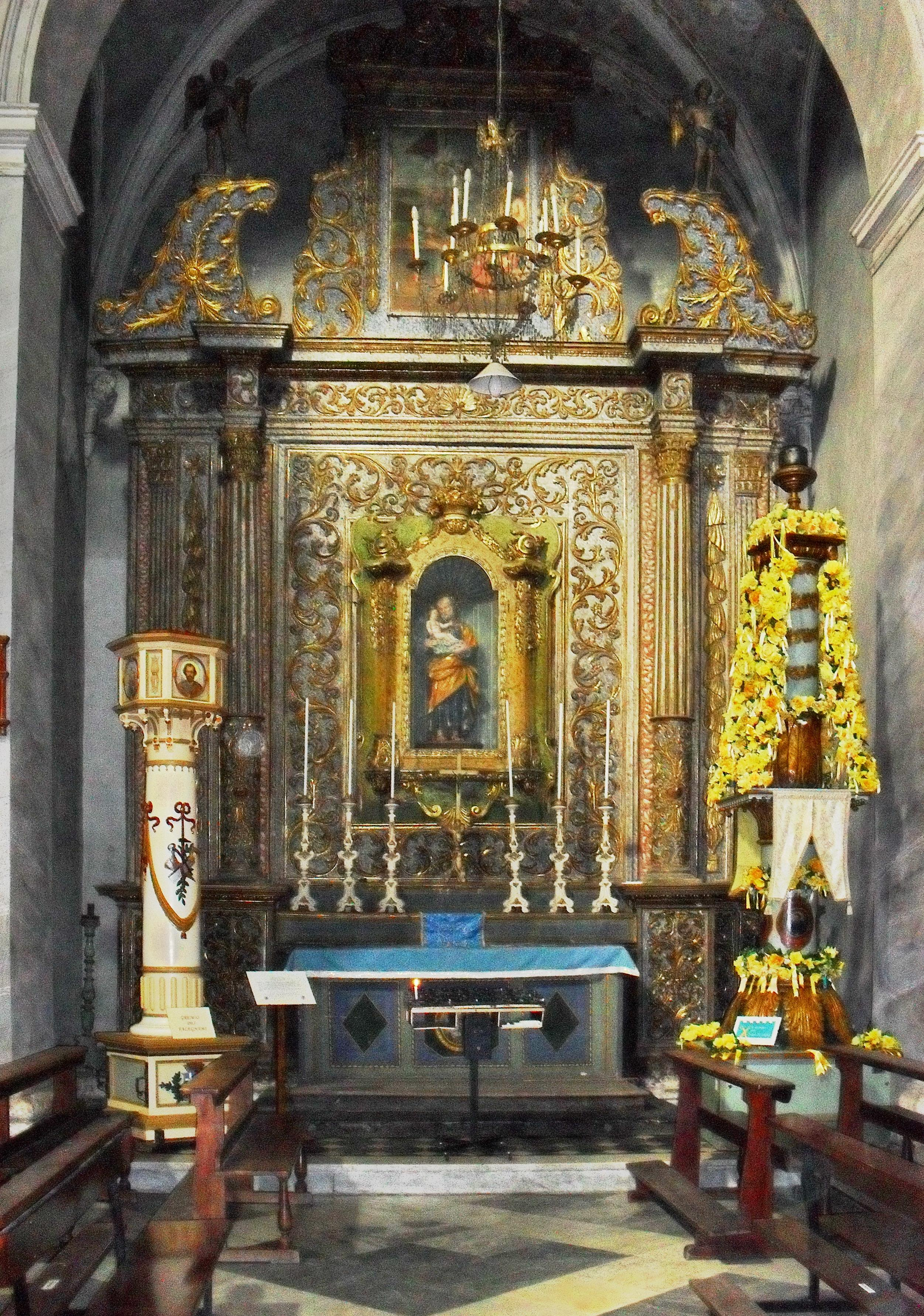
Cappella di san Giuseppe, chiesa di Santa Maria di Betlem in Sassari. Nella foto si nota anche il candeliere dei Sarti, ospite in quanto la sua cappella è in ristrutturazione.
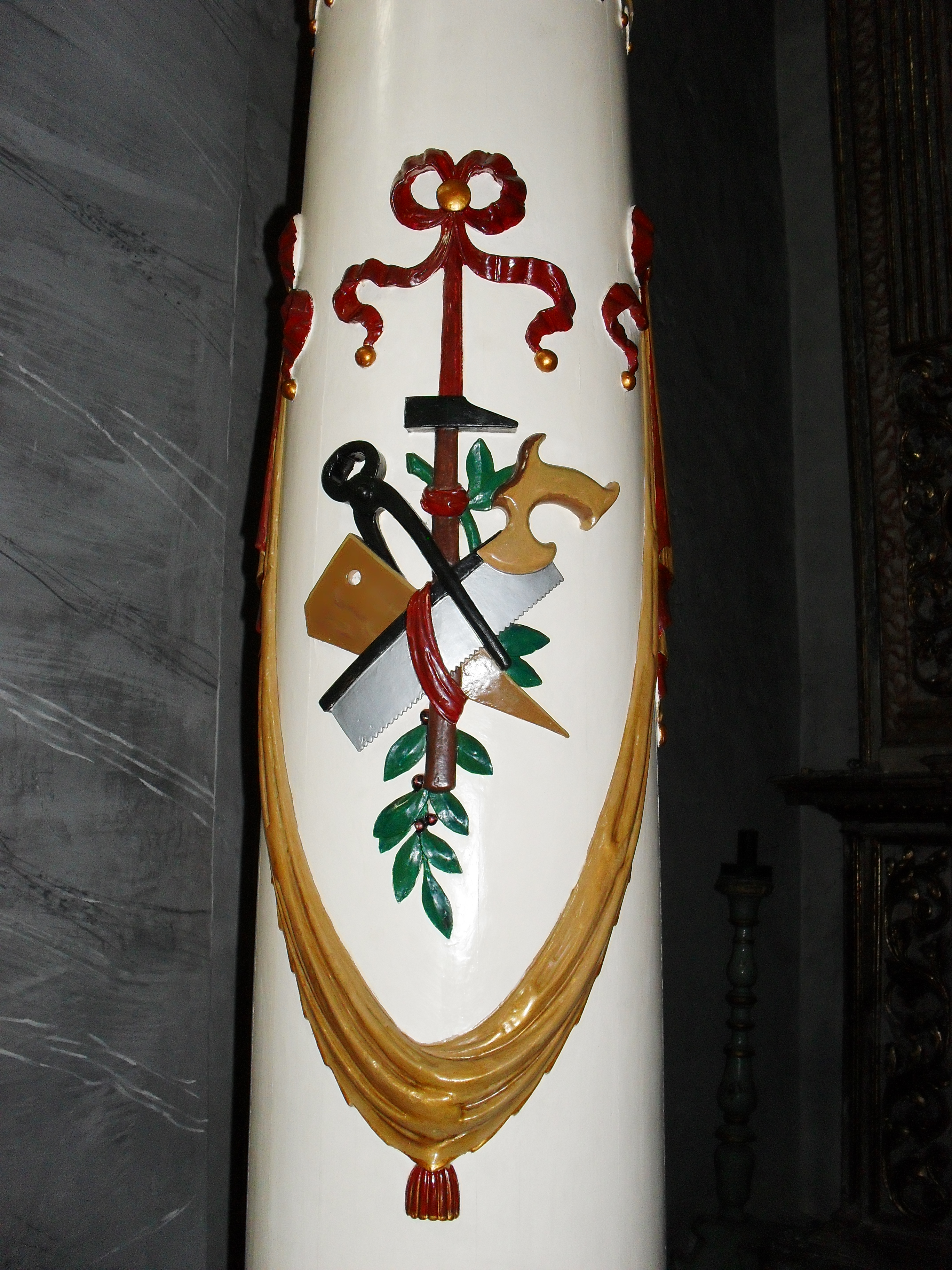
Particolare del fusto con simboli della maestranza dei Falegnami